# Vuelta a España 1985
La 40.ª edición de la Vuelta a España se disputó del 23 de abril al 12 de mayo de 1985 con un recorrido de 3474 km dividido en un prólogo y 19 etapas con inicio en Valladolid y final en Salamanca.
Participaron 169 corredores repartidos en 17 equipos de los que solo lograron finalizar la prueba 101 ciclistas.
El vencedor, el español Pedro Delgado, cubrió la prueba a una velocidad media de 36,417 km/h.
Entre los favoritos a ganar la carrera, destacan los españoles Pedro Delgado, Faustino Rupérez y Pello Ruiz Cabestany, entre otros. De la participación extranjera, destacan Sean Kelly, Eric Caritoux, Peter Winnen o Gianbattista Baronchelli.

## Desarrollo
En los primeros días de carrera, un joven neoprofesional de 20 años consiguió hacerse con el maillot amarillo. Se trataba de Miguel Induráin, el cual daría mucho que hablar en el ciclismo profesional en los años 1990. Curiosamente, pese a su exitosa carrera, Induráin no volvería a ser líder de la Vuelta nunca más.
La sexta etapa, con final en los Lagos de Covadonga, fue la primera cita importante de la carrera. En la ascensión final, intentaron demarrar varios corredores, Lucho Herrera o Robert Millar entre ellos, pero fue finalmente Perico Delgado quien consiguiera distanciarse lo suficiente del grupo y ganar la etapa. Asimismo, también lograba el maillot amarillo. Sin embargo, en la etapa del día siguiente, con varios puertos de montaña y final en Alto Campoo, en la Sierra de Híjar, se produjo una escapada con varios hombres importantes, y Delgado perdió más de tres minutos en línea de meta, cediendo el liderato a su compañero de equipo Pello Ruiz Cabesatany, aunque Millar estaba a solo seis segundos.
En las etapas disputadas en los Pirineos, Millar logró distanciarse en la general mientras el colombiano Francisco "Pacho" Rodríguez se adjudicaba dos triunfos de etapa. Delgado continuaba perdiendo tiempo en la general, y tras la contrarreloj de Alcalá de Henares, se encontraba ya a más de seis minutos del líder y parecía finalmente descartado para ganar la Vuelta. Detrás de Millar, Francisco Rodríguez estaba a solo diez segundos, y quedaban solos dos etapas.
Sería en la penúltima etapa cuando toda la situación diese un vuelco inesperado. Durante la ascensión a uno de los varios puertos de montaña del día, se escapó el ciclista del equipo Kelme José Recio, y poco más tarde, se le unió Perico Delgado. Los dos corredores se compenetraron a la perfección y comenzaron a aumentar su distancia respecto al pelotón. En línea de meta, los dos escapados aventajaron en casi siete minutos al escocés Robert Millar, el cual perdía así la Vuelta a España, en beneficio de Pedro Delgado. Francisco Rodríguez, tercer clasificado, les acompañó en el podio.

## Etapas
| Etapa   | Fecha       | Recorrido                                                | Km        | Ganador                  | Líder                |
| Prólogo | 23 de abril | Valladolid                                               | 5,6 (CRI) | Bert Oosterbosch         | Bert Oosterbosch     |
| 1.ª     | 24 de abril | Valladolid-Zamora                                        | 177       | Eddy Planckaert          | Bert Oosterbosch     |
| 2.ª     | 25 de abril | Zamora-Orense                                            | 262       | Sean Kelly               | Miguel Induráin      |
| 3.ª     | 26 de abril | Orense-Santiago de Compostela                            | 197       | Gianbattista Baronchelli | Miguel Induráin      |
| 4.ª     | 27 de abril | Santiago de Compostela-Lugo                              | 162       | Eddy Planckaert          | Miguel Induráin      |
| 5.ª     | 28 de abril | Lugo-Oviedo                                              | 238       | Federico Echave          | Miguel Induráin      |
| 6.ª     | 29 de abril | Oviedo-Lagos de Covadonga                                | 145       | Pedro Delgado            | Pedro Delgado        |
| 7.ª     | 30 de abril | Cangas de Onís-Alto Campo                                | 190       | Antonio Agudelo          | Pello Ruiz Cabestany |
| 8.ª     | 1 de mayo   | Aguilar de Campoo-Logroño                                | 224       | Ángel Camarillo          | Pello Ruiz Cabestany |
| 9.ª     | 2 de mayo   | Logroño-Balneario de Panticosa                           | 253       | Fons De Wolf             | Pello Ruiz Cabestany |
| 10.ª    | 3 de mayo   | Sabiñánigo-Tremp                                         | 209       | Sean Kelly               | Robert Millar        |
| 11.ª    | 4 de mayo   | Tremp- Andorra                                           | 124       | Francisco Rodríguez      | Robert Millar        |
| 12.ª    | 5 de mayo   | Andorra- Pal                                             | 16 (CRI)  | Francisco Rodríguez      | Robert Millar        |
| 13.ª    | 6 de mayo   | Andorra-San Quirico de Tarrasa                           | 193       | Ángel José Sarrapio      | Robert Millar        |
| 14.ª    | 7 de mayo   | Valencia-Benidorm                                        | 201       | José Recio               | Robert Millar        |
| 15.ª    | 8 de mayo   | Benidorm-Albacete                                        | 208       | Sean Kelly               | Robert Millar        |
| 16.ª    | 9 de mayo   | Albacete-Alcalá de Henares                               | 252       | Isidro Juárez            | Robert Millar        |
| 17.ª    | 10 de mayo  | Alcalá de Henares                                        | 43 (CRI)  | Pello Ruiz Cabestany     | Robert Millar        |
| 18.ª    | 11 de mayo  | Alcalá de Henares-Palazuelos de Eresma (Destilerías Dyc) | 200       | José Recio               | Pedro Delgado        |
| 19.ª    | 12 de mayo  | Palazuelos de Eresma (Destilerías Dyc)-Salamanca         | 175       | Vladimir Malakov         | Pedro Delgado        |

## Equipos participantes
| Equipo              | Jefe de filas        |
| Skil-Sem-Kas-Miko   | Eric Caritoux        |
| Café de Colombia    | Fabio Parra          |
| Dormilón            | Juan Martínez Oliver |
| Fagor               | Pedro Muñoz          |
| Hueso               | Jesús Suárez Cueva   |
| Lousa - Trinaranjus | Manuel Cunha         |
| Kelme               | Vicente Belda        |
| MG Orbea            | Pedro Delgado        |
| Panasonic - Raleigh | Steven Rooks         |

| Equipo                 | Jefe de filas            |
| Peugeot - Shell        | Robert Millar            |
| Reynolds               | Julián Gorospe           |
| Safir                  | Guido Beyens             |
| Selección URSS         | Iván Ivanov              |
| Supermercati Brianzoli | Gianbattista Baronchelli |
| Teka                   | Reimund Dietzen          |
| Xerox - Filadelfia     | Michael Carter           |
| Zor - Gemeaz           | Álvaro Pino              |

## Clasificaciones
En esta edición de la Vuelta a España se diputaron siete clasificaciones que dieron los siguientes resultados:
| \| 1. \| Pedro Delgado \| España \| ORB \| 95h 58' 00" \| \| \| 2. \| Robert Millar \| Reino Unido \| PEU \| + 36" \| \| \| 3. \| Francisco Rodríguez \| Colombia \| ZOR \| + 46" \| \| \| 4. \| Pello Ruiz Cabestany \| España \| ORB \| + 1' 51" \| \| \| 5. \| Fabio Parra \| Colombia \| CAF \| + 3' 40" \| \| \| 6. \| Eric Caritoux \| Francia \| SKI \| + 6' 08" \| \| \| 7. \| Reimund Dietzen \| Alemania Occidental \| TEK \| + 6' 36" \| \| \| 8. \| Álvaro Pino \| España \| ZOR \| + 7' 41" \| \| \| 9. \| Sean Kelly \| Irlanda \| SKI \| + 7' 52" \| \| \| 10. \| José Luis Navarro \| España \| ZOR \| + 8' 56" \| \| |                      |                     |     |             |  |
| 1. | Pedro Delgado        | España              | ORB | 95h 58' 00" |  |
| 2. | Robert Millar        | Reino Unido         | PEU | + 36"       |  |
| 3. | Francisco Rodríguez  | Colombia            | ZOR | + 46"       |  |
| 4. | Pello Ruiz Cabestany | España              | ORB | + 1' 51"    |  |
| 5. | Fabio Parra          | Colombia            | CAF | + 3' 40"    |  |
| 6. | Eric Caritoux        | Francia             | SKI | + 6' 08"    |  |
| 7. | Reimund Dietzen      | Alemania Occidental | TEK | + 6' 36"    |  |
| 8. | Álvaro Pino          | España              | ZOR | + 7' 41"    |  |
| 9. | Sean Kelly           | Irlanda             | SKI | + 7' 52"    |  |
| 10. | José Luis Navarro    | España              | ZOR | + 8' 56"    |  |

| \| 1. \| Sean Kelly \| Irlanda \| SKI \| 223 puntos \| \| 2. \| Pello Ruiz Cabestany \| España \| ORB \| 132 puntos \| \| 3. \| Francisco Rodríguez \| Colombia \| ZOR \| 100 puntos \| |                      |          |     |            |
| 1. | Sean Kelly           | Irlanda  | SKI | 223 puntos |
| 2. | Pello Ruiz Cabestany | España   | ORB | 132 puntos |
| 3. | Francisco Rodríguez  | Colombia | ZOR | 100 puntos |

| \| 1. \| José Luis Laguía \| España \| REY \| 85 puntos \| \| 2. \| Robert Millar \| Reino Unido \| PEU \| 69 puntos \| \| 3. \| Francisco Rodríguez \| Colombia \| ZOR \| 64 puntos \| |                     |             |     |           |
| 1. | José Luis Laguía    | España      | REY | 85 puntos |
| 2. | Robert Millar       | Reino Unido | PEU | 69 puntos |
| 3. | Francisco Rodríguez | Colombia    | ZOR | 64 puntos |

| \| 1. \| Ronny Van Holen \| Bélgica \| SAF \| 43 puntos \| |                 |         |     |           |
| 1.                                                         | Ronny Van Holen | Bélgica | SAF | 43 puntos |

| \| 1. \| Jesús Suárez Cueva \| España \| HUE \| - \| |                    |        |     |   |
| 1.                                                   | Jesús Suárez Cueva | España | HUE | - |

| \| 1. \| Fabio Parra \| Colombia \| CAF \| 96h 01' 40" \| |             |          |     |             |
| 1.                                                        | Fabio Parra | Colombia | CAF | 96h 01' 40" |

| \| 1. \| ZOR-Gemeaz \| España \| ZOR \| 287h 57' 06" \| |            |        |     |              |
| 1.                                                      | ZOR-Gemeaz | España | ZOR | 287h 57' 06" |

## Banda sonora
TVE cubre esta prueba escogiendo como banda sonora la canción "Baila", de Iván.